# Termitoxenus
Termitoxenus är ett släkte av skalbaggar. Termitoxenus ingår i familjen stumpbaggar.
Kladogram enligt Catalogue of Life:
| Termitoxenus | \| \| Termitoxenus setaceus \| \| \| \| \| \| Termitoxenus strigicollis \| \| \| \| |
|              | \| \| Termitoxenus setaceus \| \| \| \| \| \| Termitoxenus strigicollis \| \| \| \| |
|              | Termitoxenus setaceus                                                               |
|              |                                                                                     |
|              | Termitoxenus strigicollis                                                           |
|              |                                                                                     |